# سيدة (دوعن)

'

تعديل مصدري - تعديل

سيدة هي إحدى قرى عزلة صيف بمديرية دوعن التابعة لمحافظة حضرموت، بلغ تعداد سكانها 593 نسمة حسب تعداد اليمن لعام 2004.